# チーズの時間
『チーズの時間』（チーズのじかん）は、原作：花形怜、漫画：山口よしのぶによる日本の漫画作品。『週刊漫画TIMES』（芳文社）にて2008年9月26日号より連載された。コミックスなどでは表紙に「Le Temps Des Fromages」の副題が添えられている。
料理・グルメ漫画は数多く描かれているが、その中でもチーズにフォーカスを当てた珍しい作品。チーズの蘊蓄を交えながら、チーズやチーズを用いた料理で問題解決されてゆく人間ドラマを描く。

## あらすじ
最年少となる20歳でフランスチーズ鑑評騎士の「シュヴァリエ」の階級を授けられた亜氷音レミは、かねてからの希望であったチーズの普及を行うこと、母方の祖父母を探すことを目的として日本に戻ってくる。
古い和菓子屋だった奥屋を賃貸し、「Les Fromages」というチーズ店をオープンさせ、周囲の人々の悩みをチーズを使って解決してゆく。
そんなレミをシェフの岩切が自身が新規オープンさせるレストラン「Ici Paradis」のフロマジュリー（食後に出すチーズの選任担当）にスカウトされ、Les Fromagesと二足の草鞋を行うことになる。
やがて、レミは祖父母との再会、父母か駆け落ちしたことでの祖父とのわだかまりも解消。Ici Paradisは三ッ星を獲得する。

## 登場人物
亜氷音レミ（あひね レミ）
この漫画の主人公。フランスで育った日本人。両親を早くに亡くした後、両親の知人に引き取られた。
チーズに対する愛情は深く、自分の子供であるかのように「この子たち」と呼びかけることも多い。作中では他の登場人物に指摘されるくらいの美女でもあるが、同様に指摘されるくらいの天然でもある。
作中では自身のシュヴァリエの肩書を語ることはなく、これは「シュヴァリエが選んだチーズだから美味しい」と人に妄信を抱かせることを嫌っているため。
一之瀬雄作（いちのせ ゆうさく）
レミの店の大家。よくレミの店に来ている。
宮園には「ご老体」と呼ばれた事がある。
山本あらし（やまもと あらし）
駅前不動産の社員で、レミに店舗を紹介した人物。
店舗を紹介したことで、レミと親しくなる。大学に3浪して入学したため、雄作には「浪人」と呼ばれている。
最後は不動産屋を辞め、Les Fromagesの店員として再就職。しかしながら、周囲にも知れ渡っているレミへの恋心にはまったく気づいてもらえない。
ブルノー・アティカ
パリ在住の料理人。レミの育ての親。日本語にも堪能。レミからは「ブルノーおじさま」と呼ばれる。
若いころに日本で修行したこともあり、レミの祖父は料理の師匠、祖母には日本語を教わっている。祖母とはずっと連絡をとっていたが、レミには秘密にしていた。
Ici Paradis関係者
岩切隆志（いわきり たかし）
パリの一流レストランで修行をし、ナンバー2シェフを務めていた。しかしながら、オーナーが代替わりしたときから人種差別的に冷遇された。二代目オーナーがずさんな経営をしたことで、店が傾いたところで無理やり店長にされ、レストランを潰したという汚名だけを着せられた。
米田啓治（よねだ けいじ）
メートル・ドテル（給仕長）。64歳。5年前までパリの三ッ星レストランで給仕長を務めていた大ベテラン。引退していたが請われて復帰。
海戸三樹男（かいと みきお）
ソムリエ。30歳。日本国内の高級ホテルでチーフソムリエを務めていた若き鋭才。口は悪いがソムリエの腕は確か。
自分の店を持つために高峰に出資を依頼していたが、高峰が岩切に出資することを決めたので、含むところがある。
瀧谷香苗（たきや かなえ）
パティシエール。ニースの三ツ星レストランでパティシエールをしていたという触れ込みだったが、その実はアプランティ（見習い）。しかしながら、岩切に味覚とそれを記憶する能力と再現する技量を買われて指名されている。実際、レミとコンビではあるが国内の有名パティシエに料理番組の勝負で勝った。
高峰巨輝（たかみね なおき）
Ici Paradisのオーナー。日本最大級のパチンコチェーンを一代で築き上げたワンマン社長。若いころの体験からフランス料理を嫌っている。岩切に出資する際に「開業から3年以内に三ッ星を獲得すること」を約束している。

## 書誌情報
- 原作：花形怜、漫画：山口よしのぶ『チーズの時間』芳文社〈芳文社コミックス〉、全5巻 
  1. 2009年2月16日発売、ISBN 978-4-8322-3141-2
  2. 2009年5月15日発売、ISBN 978-4-8322-3155-9
  3. 2009年8月17日発売、ISBN 978-4-8322-3170-2
  4. 2009年12月16日発売、ISBN 978-4-8322-3186-3
  5. 2010年4月16日発売、ISBN 978-4-8322-3200-6

## 関連
- AOCチーズの一覧 - 作中でもAOC（アペラシオン・ドリジーヌ・コントロレ）についてたびたび言及される。